# Turiferář

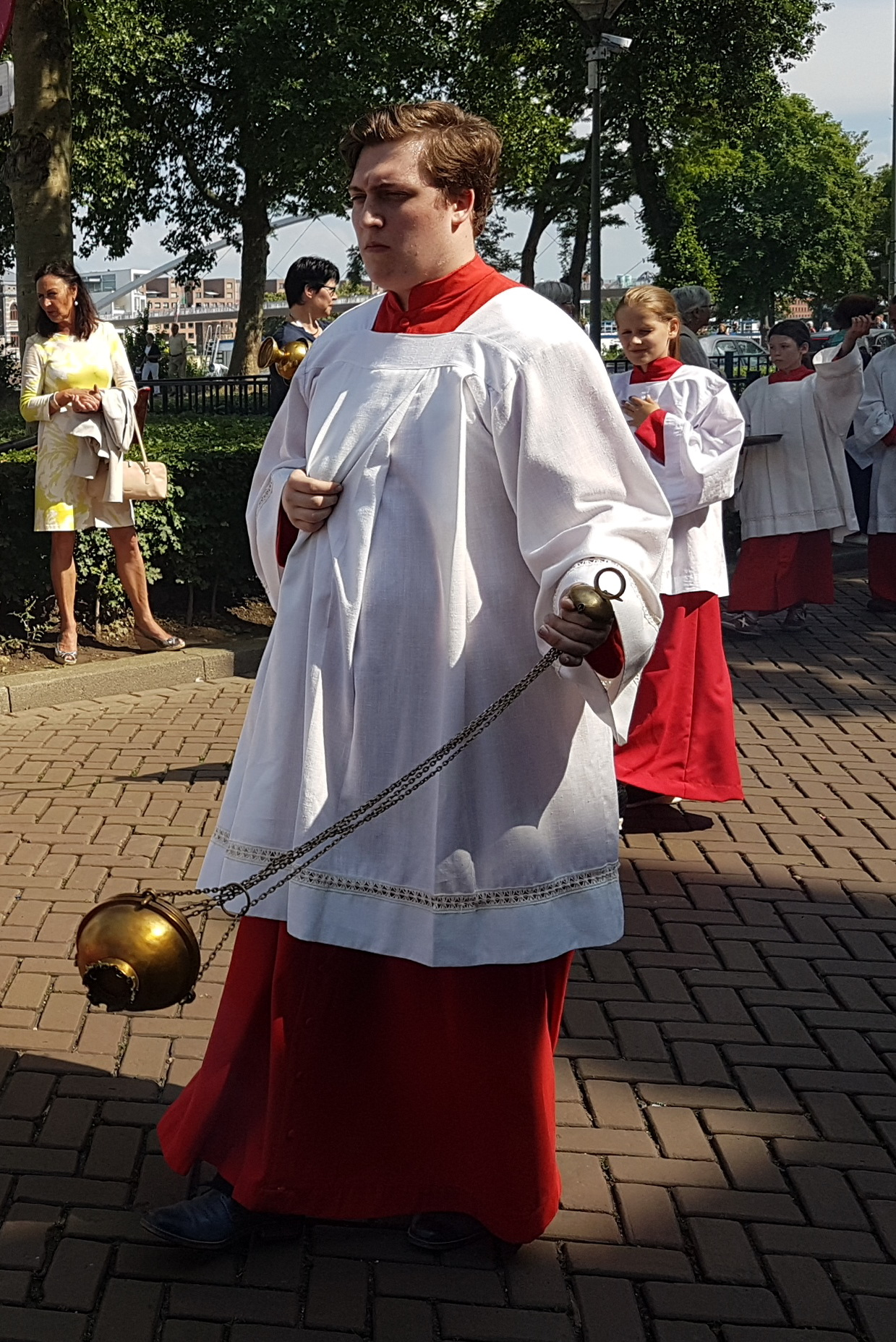
Turiferář

Turiferář nebo starším pravopisem thuriferář (latinsky thuriferarius), též počeštěně kadidelník je ministrant, který při bohoslužbách nosí kadidelnici k okuřování kadidlem. Při vstupním průvodu jde vlevo od turiferáře navikulář nesoucí loďku a až za nimi krucifer s procesním křížem.